# 18e étape du Tour d'Italie 2010
Pour un article plus général, voir Tour d'Italie 2010.
La 18e étape du Tour d'Italie 2010 s'est déroulée le jeudi 27 mai 2010 entre Levico Terme et Brescia sur 156 kilomètres. Elle a été remportée par l'Allemand André Greipel (Team HTC-Columbia) au sprint. L'Espagnol David Arroyo (Caisse d'Épargne) reste en rose au terme d'une étape sans influence sur le classement général.

## Profil de l'étape
L'étape suit la rive ouest du lac de Garde. C'est une étape plutôt courte sans difficulté particulière, la dernière de la course destinée a priori aux sprinteurs.

## La course
Les équipes de leaders et de sprinters, et notamment Team HTC-Columbia contrôlent la course, et ne laissent que peu d'espoir aux échappés Olivier Kaisen (Omega Pharma-Lotto) et Alan Marangoni (Colnago-CSF Inox). Le sprint groupé à l'arrivée de cette étape de transition est remporté par André Greipel (Team HTC-Columbia).

## Côtes
Pas de côte répertoriée.

## Classement de l'étape

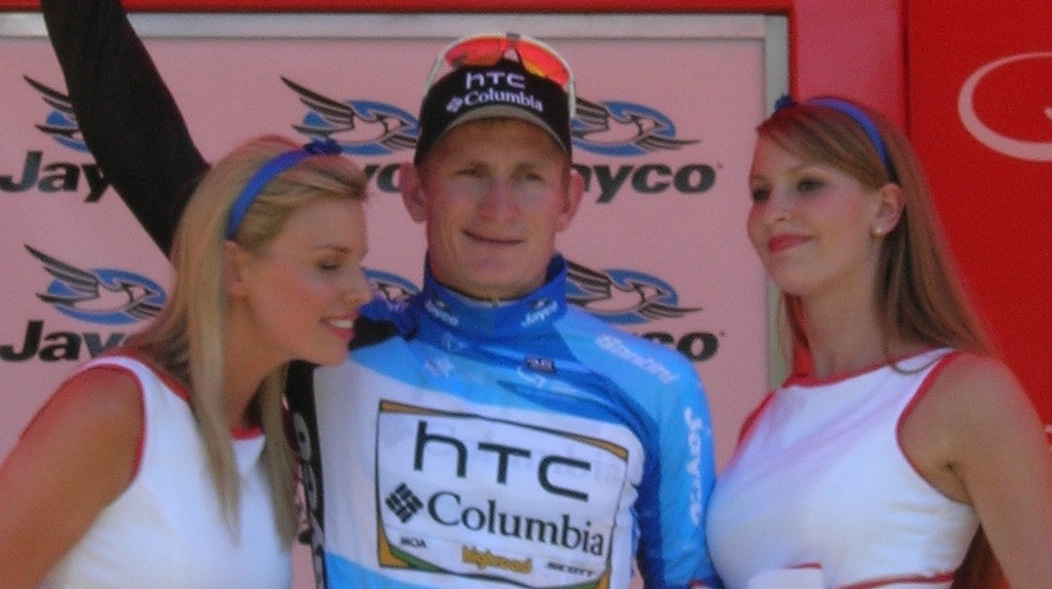
André Greipel remporte sa douzième victoire de la saison.

|    | Coureur               | Pays             | Équipe                |    | Temps           |
| -- | --------------------- | ---------------- | --------------------- | -- | --------------- |
| 1  | André Greipel         | Allemagne        | Team HTC-Columbia     | en | 3 h 14 min 59 s |
| 2  | Julian Dean           | Nouvelle-Zélande | Garmin-Transitions    | +  | m.t             |
| 3  | Tiziano Dall'Antonia  | Italie           | Liquigas-Doimo        |    | m.t             |
| 4  | Gregory Henderson     | Nouvelle-Zélande | Team Sky              |    | m.t             |
| 5  | Danilo Hondo          | Allemagne        | Lampre-Farnese Vini   |    | m.t             |
| 6  | Graeme Brown          | Australie        | Rabobank              |    | m.t             |
| 7  | Lucas Sebastián Haedo | Argentine        | Team Saxo Bank        |    | m.t             |
| 8  | Michiel Elijzen       | Pays-Bas         | Omega Pharma-Lotto    |    | m.t             |
| 9  | Fabio Sabatini        | Italie           | Liquigas-Doimo        |    | m.t             |
| 10 | William Bonnet        | France           | BBox Bouygues Telecom |    | m.t             |

## Classement général
|    | Coureur              | Pays       | Équipe              |    | Temps            |
| -- | -------------------- | ---------- | ------------------- | -- | ---------------- |
| 1  | David Arroyo         | Espagne    | Caisse d'Épargne    | en | 76 h 26 min 37 s |
| 2  | Ivan Basso           | Italie     | Liquigas-Doimo      | +  | 2 min 27 s       |
| 3  | Richie Porte         | Australie  | Team Saxo Bank      |    | 2 min 44 s       |
| 4  | Cadel Evans          | Australie  | BMC Racing          |    | 3 min 09 s       |
| 5  | Carlos Sastre        | Espagne    | Cervélo TestTeam    |    | 4 min 41 s       |
| 6  | Vincenzo Nibali      | Italie     | Liquigas-Doimo      |    | 4 min 53 s       |
| 7  | Alexandre Vinokourov | Kazakhstan | Astana              |    | 5 min 12 s       |
| 8  | Michele Scarponi     | Italie     | Androni Giocattoli  |    | 5 min 24 s       |
| 9  | Damiano Cunego       | Italie     | Lampre Farnese Vini |    | 9 min 21 s       |
| 10 | Robert Kišerlovski   | Croatie    | Liquigas-Doimo      |    | 9 min 32 s       |

## Abandon
Aucun abandon.